# Сінгуль Татарський
Сінгу́ль Тата́рський (рос. Сингуль Татарский) — село у складі Ялуторовського району Тюменської області, Росія.
Стара назва — Сінгуль-Татарський.
Населення — 402 особи (2010, 411 у 2002).
Національний склад станом на 2002 рік:
- татари — 93 %